# João Neves da Fontoura
João Neves da Fontoura (Cachoeira do Sul, 16 de noviembre de 1887 — Río de Janeiro, 31 de marzo de 1963), abogado, diplomático, periodista, político y escritor brasileño.
Fue ministro de Relaciones Exteriores en los gobiernos de Eurico Gaspar Dutra y Getúlio Vargas.